# Philippe Ballot

Wappen als Erzbischof von Chambéry

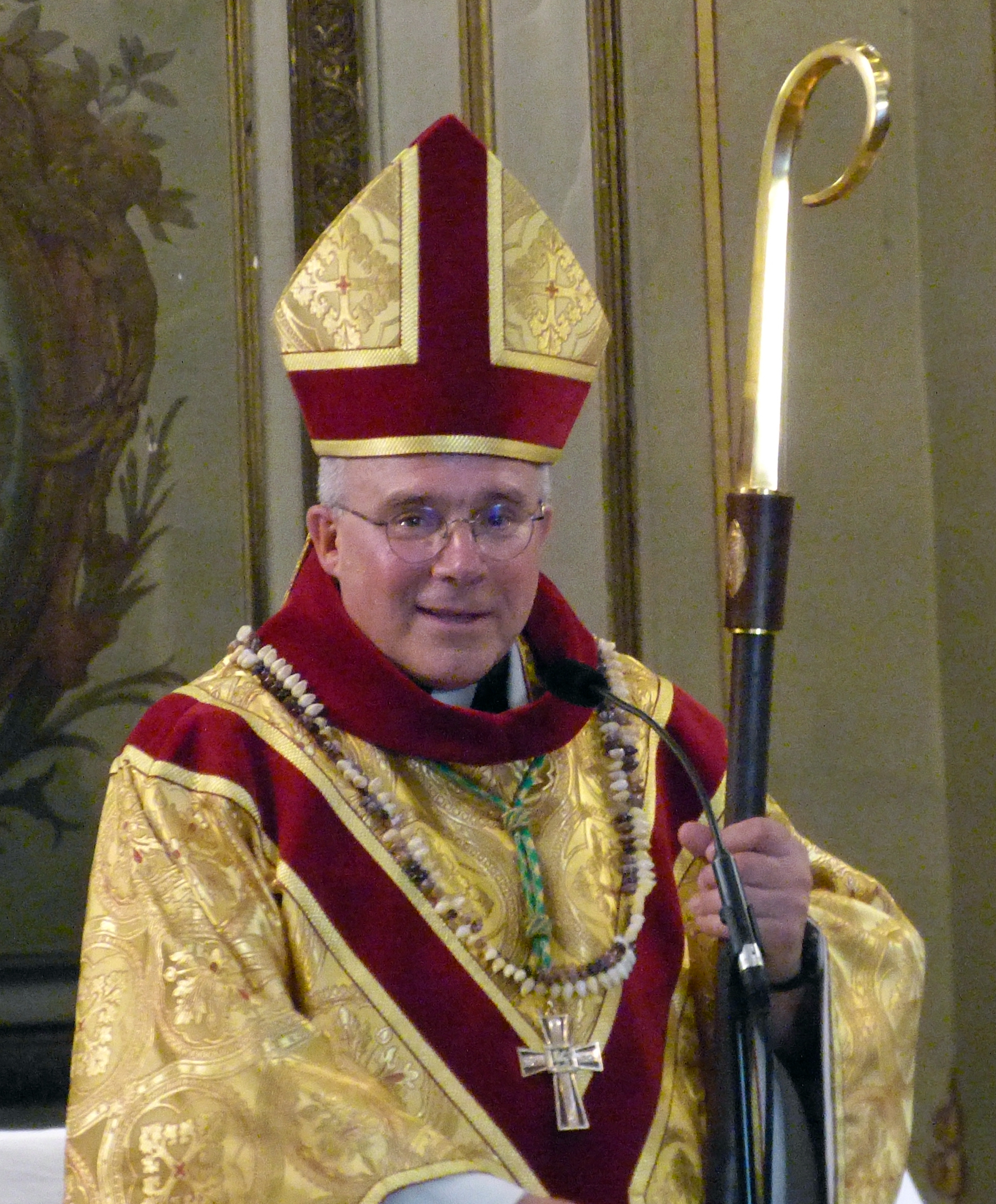
Erzbischof Philippe Ballot bei seiner Installation als neuer Bischof von Metz (2022)

Philippe Gabriel Marie Augustin Ballot (* 2. Oktober 1956 in Corbenay, Département Haute-Saône, Frankreich) ist ein französischer Geistlicher und römisch-katholischer Bischof von Metz.

## Leben
Philippe Ballot studierte nach dem Abitur Katholische Theologie und Philosophie am interdiözesanen Priesterseminar in Dijon. Von 1976 bis 1978 arbeitete er im Rahmen eines Projektes für internationale Zusammenarbeit in der Zentralafrikanischen Republik und studierte anschließend bis 1981 Öffentliches Recht. Im Herbst 1981 wechselte er an das Priesterseminar von Besançon, um sein Theologie-Studium fortzusetzen. 1983 wurde er Alumne des Päpstlichen Französischen Priesterseminars in Rom und studierte an der Päpstlichen Universität Gregoriana. Am 30. September 1984 empfing er die Diakonatsweihe und am 29. Juni 1985 die Priesterweihe für das Erzbistum Besançon. 1986 schloss er seine Studien an der Gregoriana mit einem Lizenziat in Fundamentaltheologie ab.
Von 1986 bis 1991 war er Kaplan der Pfarrei Saint-Pie X in Besançon. Gleichzeitig studierte er von 1986 bis 1988 Kanonisches Recht am Institut Catholique de Paris und war darüber hinaus von 1988 bis 1996 Aumonier des Collège Saint-Joseph, des Collège Sainte-Ursule sowie des Lycée Saint-Paul in Besançon. Anschließend war er von 1996 bis 2001 Koordinator der Pastoraleinheit Notre-Dame la Blanche in Châtillon und gleichzeitig zunächst Richter, ab 1998 beigeordneter Offizial und ab 1999 Offizial am interdiözesanen Offizialat Franche-Comté. 2001 wurde er zudem Beauftragter für das Katholische Unterrichtswesen in Besançon und Dekan des Dekanats Banlieue-Val de l’Ognon.
Im Jahr 2004 wurde er zum Generalvikar des Erzbistums und zum erzbischöflichen Beauftragten für die Ordensleute sowie Referenten für Katechese, Katechumenat, Kommunikation, Pilger- und Wallfahrtswesen, katholisches Bildungswesen und Jugendseelsorge ernannt.
Am 14. Januar 2009 ernannte ihn Papst Benedikt XVI. zum Erzbischof von Chambéry. Die Bischofsweihe spendete ihm am 26. April 2009 der Erzbischof von Lyon, Philippe Kardinal Barbarin, in der Kathedrale Saint-François-de-Sales in Chambéry; Mitkonsekratoren waren der Erzbischof von Besançon, André Lacrampe, und der Erzbischof von Lille, Laurent Ulrich.
Am 23. Juli 2022 wurde er unter Beibehaltung des persönlichen Titels eines Erzbischofs zum Bischof von Metz ernannt. Die Amtseinführung Ballots fand am 4. September desselben Jahres statt.
Am 27. Mai 2023 ernannte ihn Papst Franziskus zusätzlich für die Zeit der Sedisvakanz zum Apostolischen Administrator des Erzbistums Straßburg.